# Choszczewo (województwo warmińsko-mazurskie)
Choszczewo (niem. Chosczewen, 1936–1945 Hohensee) – wieś w Polsce położona w województwie warmińsko-mazurskim, w powiecie mrągowskim, w gminie Sorkwity. W latach 1975–1998 miejscowość administracyjnie należała do województwa olsztyńskiego.
Wieś mazurska, której zabudowa ukształtowała się w formie ulicówki nad jeziorem Jełmuń. .

## Historia
Choszczewo powstało w obrębie obszaru liczącego 150 włók nadanych w 1379 roku przez wielkiego mistrza Winryka von Kniprode braciom Tylkowi i Janowi z Olszyn na prawie chełmińskim z obowiązkiem pięciu służb zbrojnych. Miej więcej w tym samym czasie na obszarze położonym na zachód od jeziora Gielądzkiego, oprócz Choszczewa powstały wsie: Gieląd, Jełmuń i Pustniki. Choszczewo było wsią szlachecką, dokładna data jej założenia nie jest znana. Jeszcze w XVII stuleciu księgi starościńskie mówią tylko o 150 włókach nad jeziorem Jełmuń. Spotyka się ją dopiero na mapie Narońskiego z ok. 1662 r. Naroński wymienia ją jako Goschewen z 30 włókami. Bez wątpienia wieś ta istniała już wcześniej.
W 1785 r. był to dwór szlachecki (zwany Grabniakiem) i wieś licząca 14 domów. W 1815 r. we wsi mieszkało 120 osób i było 14 domów. W tym roku oddano do użytku szkołę, ale z powodu braku nauczycieli jeszcze do 1818 r. dzieci chodziły do szkoły w Jełmuniu. W 1838 r. wieś podzielono na dwie części, razem było tu 30 domów i 299 mieszkańców. Z wydzielonych dwóch części później powstały dwie gminy sołeckie: Choszczewo A (niem. Choszewen A) i Choszczewo B (niem. Choszewen B). Dwór Grabniak znajdował się około półtora kilometra na wschód od wsi. Około 1900 r. dwór wraz z folwarkiem Janiszewo obejmował 27 włók i w 1908 stanowił niezależny od obydwu części wsi obszar dworski, zamieszkiwany w 1910 przez 94 osoby. W pierwszej połowie XX w. folwark częściowo rozparcelowano na gospodarstwa chłopskie; po 1945 r. był tu PGR. Osada należała do sołectwa Choszczewo. W wykazie miejscowości z 1973 nie była już wymieniana jako samodzielna miejscowość.
Nowy budynek szkoły w Choszczewie oddano do użytku 22 września 1907 r. Budowniczowie szkoły są nieznani. Budynek zbudowano na planie dwóch prostokątów przylegających do siebie. W większym prostokącie znajdował się korytarz i dwie klasy, zaś w mniejszym mieszkanie dyrektora. Na piętrze mieściły się mieszkania nauczycielskie. Do szkoły wchodziło się głównym wejściem, a do mieszkań dwoma wejściami bocznymi. Po dziś dzień zachowała się zewnętrzna elewacja z czerwonej cegły oraz więźba dachowa przykryta czerwoną dachówką.
W 1937 r. ówczesne władze niemieckie, w ramach akcji germanizacyjnej, zmieniły urzędową nazwę wsi z Choszewen na Hohensee. W 1935 r. do tutejszej, dwuklasowej szkoły chodziło 91 dzieci. W 1939 r. we wsi mieszkało 509 osób.
Pierwszą polską, powojenną szkołę w Choszczewie w 1946 r. zorganizował Adam Celnasowski późniejszy inspektor oświaty w Mrągowie. W pierwszych latach po wojnie uczyło się w szkole 130 uczniów (część dzieci nie uczęszczała do szkoły ponieważ nie znała języka polskiego). W latach 1946–1956 w szkole uczyły się klasy I-V, (okresowo I-IV). Od 1957 (aż do 1977) we wsi funkcjonowała ośmioklasowa szkoła podstawowa. W czasie remontu szkoły na początku lat sześćdziesiątych jedną z klas podzielono na dwie mniejsze, wygospodarowano także jedną klasę na piętrze. W 1973 r. do sołectwa Choszczewo należały także: Grabniak (dawniej Gut Choszewen) i Janiszewo (dawniej Jahannisthal). W tym czasie we wsi były jeszcze dwie drewniane chałupy z połowy XIX w., wpisane do rejestru zabytków. W latach 1977–1988 w tutejszej szkole uczyły się dzieci jedynie w klasach młodszych (nauczanie początkowe, klasy I-IV). W latach 1986–1987 kapitalnemu remontowi poddano budynek szkolny, m.in. doprowadzono wodę, założono centralne ogrzewanie, dobudowano przybudówkę a w niej łazienki. W latach 1988–2000 ponownie działała pełna szkoła podstawowa, od 2000 r., po reformie edukacji, naukę prowadzono sześcioklasowej w szkole podstawowej (klasy I-VI). W 2012 roku, ze względu na mała liczbę dzieci szkołę planowano zlikwidować. Jednak szkoła przeszła pod skrzydła łomżyńskiego stowarzyszenia „Edukator” i od września 2012 roku kontynuuje działalność jako placówka niepubliczna.